# 電影版妖怪手錶：閻魔大王與五個故事喵！
《電影版妖怪手錶：閻魔大王與五個故事喵！》是由OLM, Inc.制作并发行妖怪手錶系列的第二部電影，为妖怪手表系列中的第二部。電影于2015年12月19日在日本上映。

## 劇情
故事主要講述的情節是天野景太、未空稻穗、威斯帕、吉胖喵、USA蹦於其它妖怪朋友的五種不同且獨特的冒險故事。最後，出現在前四個故事中的主角皆出現於第五個故事內。
第1章：景太變成了妖怪（エピソード1：妖怪になったケータ，Episōdo 1: Yōkai ni Natta Kēta）
在前往學校的路上，景太（ケータ あまのけいた／Amano Keita／Nathan Adams）出人意料地掉入井中因而死亡。同时成為妖怪：「普普通通」2号（Yo-kaiFū2），并依附在一名情绪低落然而卻夢想成為漫畫家的男孩身上⋯
在故事的最終，景太得到了閻魔大王的好友印章。
第二章：吉胖喵的華麗大作戰（エピソード2：ジバニャンの華麗なる作戦，Episōdo 2: Jibanyan no Kareinaru Sakusen）
吉胖喵、武士喵和机器喵共同穿越到2023年，同時发现以前的原主人惠美（エミちゃん/Amy）。在工作岗位上遭到嫉妒与欺负，为了幫助惠美（エミちゃん/Amy）實現自己的服装设计师梦想，吉胖喵、武士喵和机器喵开始了一个名稱为「华丽大作战」的计划。
第三章：小石狮返乡记（エピソード3：コマさん 家に帰る，Episōdo 3: Komasan Ie ni Kaeru）
小石狮和小石次郎在收到信件回到家后，從母親口中得知，其母親於家門口前撿到一個嬰兒，把他帶到家中扶養並將其命名為小石三郎（コマさぶろう / Komasaburō），但令它們震驚的是，小石三郎（Komasaburō）却是一个人类婴儿。
第四章節：圣诞快乐！USA蹦（エピソード4：USAピョンのメリークリスマス，Episōdo 4: USApyon no Merī Kurisumasu）
在今年之聖誕節中，USA蹦被妖怪（Yo-kai）委員會選定為今年的聖誕老人。為了完成聖誕禮物的派送。它與它所依附的人類未空稻穗（未空イナホ／Misora Inaho／Hailey Anne）一起去派發禮物。但在派發禮物的過程中，她們遇到了一個不想要聖誕禮物但卻希望母親康復的男孩。
第五章：前往妖魔界（エピソード5：妖怪ワールドへ行こう，Episōdo 5: Yōkai Wārudo e Ikō）
由於閻魔大王突然得病無法管理妖魔界，身為權利僅次於閻魔大王的滑瓢議事長代理閻魔大王並「妖怪不得與人類交往」的法令，同时要求發布了有居住在人類世界的妖怪遣返妖魔界，斷絕任何與人類的來往。威斯帕、吉胖喵、USA蹦、和小石獅為了說服滑瓢議事長，撤回之前的「妖怪不得與人類交往」的法令。於是，威斯帕等妖怪一同前往妖魔界去要求滑頭鬼議事長。但隨著威斯帕与其它妖怪朋友的調查，它們發現閻魔大王根本就沒有得病，滑頭鬼議事長已經將閻魔大王困結界之中…
在與滑瓢議事長的激烈戰鬥之中，景太與稻穂乘坐斗篷來到了妖魔界中，同時使用妖怪手錶召喚出閻魔大王，成功打倒了並說服了滑瓢議事長，撤回了之前所發佈的法令。

## 登場角色
| 角色     | 配音員   | 配音員 | 配音員 | 備註                   |
| 角色     | 日本     | 香港   | 臺灣   | 備註                   |
| 天野景太 | 戶松遙   | 柚子蜜 | 林沛笭 | 妖怪手錶的主角         |
| 威斯帕   | 關智一   | 黃啟昌 | 郭霖   | 跟在景太旁邊的妖怪管家 |
| 吉胖喵   | 小櫻悅子 | 魏惠娥 | 李涵菲 | 妖怪手錶的妖怪主角     |
| 浮游喵   | 梶裕貴   | 黎景全 | 謝一帆 | 本電影的妖怪主角之一   |

## 票房
电影在日本上映後，締造50億日圓（約16.1億元台幣）的驚人票房。

## 播放電視台
| 東森幼幼台 星期六20:00-22:00節目 | 東森幼幼台 星期六20:00-22:00節目                   | 東森幼幼台 星期六20:00-22:00節目 |
| -------------------------------- | -------------------------------------------------- | -------------------------------- |
|                                  | 妖怪手錶劇場版:閻魔大王5個故事喵 （2017年11月4日） |                                  |
| 我們這一家—超能力花媽            | —                                                  |                                  |

## 資料來源
1. ↑  2016年上半期作品別興行収入 （10億以上） （页面存档备份，存于）   東宝株式会社
2. 1 2 3 4
3. ↑  
《妖怪手錶》真人入鏡耍噱頭 （页面存档备份，存于）,2016.7.11 蘋果日報

## 外部連結
- 互联网电影数据库（IMDb）上《電影版妖怪手錶：閻魔大王與五個故事喵！》的资料（英文）
- AllMovie上《電影版妖怪手錶：閻魔大王與五個故事喵！》的资料（英文）
- 開眼電影網上《電影版妖怪手錶：閻魔大王與五個故事喵！》的資料（繁體中文）
- Yahoo奇摩電影上《電影版妖怪手錶：閻魔大王與五個故事喵！》的資料（繁體中文）
- 雅虎香港電影上《電影版妖怪手錶：閻魔大王與五個故事喵！》的資料（繁體中文）
- 时光网上《電影版妖怪手錶：閻魔大王與五個故事喵！》的資料（简体中文）
- 豆瓣电影上《電影版妖怪手錶：閻魔大王與五個故事喵！》的資料 （简体中文）